# مارك إيبانكس
مارك إيبانكس (بالإنجليزية: Mark Ebanks)‏ (26 ديسمبر 1990 بجزر كايمان في المملكة المتحدة - ) هو لاعب كرة قدم بريطاني في مركز الهجوم. شارك مع منتخب جزر كايمان لكرة القدم. أما مع النوادي، فقد لعب مع Future SC ‏ وTemecula FC ‏ وAshford Town (Middlesex) F.C. ‏ وFort Lauderdale Strikers (2006–2016) ‏.

## وصلات خارجية
- مارك إيبانكس على موقع الاتحاد الدولي (مؤرشف)  (الإنجليزية)
- مارك إيبانكس على موقع قاعدة بيانات كرة القدم.إي يو (الإنجليزية)
- مارك إيبانكس على موقع ناشيونال فوتبول تيمز (الإنجليزية)
- مارك إيبانكس على موقع Soccerway.com (الإنجليزية)